# La túnica de José
La túnica de José es un cuadro del pintor sevillano Diego Velázquez, que se conserva en el museo de la Sacristía Mayor del Monasterio de San Lorenzo de El Escorial (Madrid, España). Fue pintado sin mediación de encargo, por iniciativa del propio artista, quien lo conservó en su poder hasta 1634, vendiéndolo a la Corona en esta fecha, junto con La fragua de Vulcano y otras obras de mano ajena, para la decoración del nuevo Palacio del Buen Retiro.

## La fecha y la técnica
El cuadro estaría pintado después de realizar su primer viaje a Italia entre los años 1629-1631.
Parece que Velázquez ha abandonado el claroscuro y una luz general invade la habitación donde tiene lugar el suceso. Asimismo los colores (azul, naranja, amarillo) están muy influenciados por artistas venecianos, bien de los cuadros que se disponía en la colección real o de los que Velázquez ha podido contemplar en su viaje a la península itálica, donde hace escalas en Venecia y en Roma. 
Dos de las figuras aparecen, una de espaldas y la otra de lado con el pecho descubierto, mostrándonos su anatomía, su musculatura, esa tendencia a desnudar a las figuras, que ya observábamos en obras como El triunfo de Baco o La fragua de Vulcano poco a poco irá ganando terreno en las obras velazqueñas debido a esta influencia italiana, la referencia a Miguel Ángel es inevitable.
Poco a poco Velázquez va "soltando la muñeca" pintando de una forma menos detallista que en sus cuadros de primera época, pero es capaz de conseguir una calidad similar en los objetos metálicos o cerámicos que aparecen en la obra, nunca perderá su realismo fotográfico, aunque cada vez sus pinturas sean más sueltas.
La profundidad también le interesa y vemos como hace porque el paisaje pueda apreciarse entre la gente que forma parte de la escena.
Es muy curiosa la figura del perro que aparece en la obra y que hay quien sostiene que es una recomendación de Pedro Pablo Rubens, quien le diría a Velázquez que de esta manera el cuadro gana en elegancia. No será la única vez que Velázquez utiliza esta figura, ya que la vemos también en obras como Las Meninas realizada en el año 1656.

## El tema
La referencia está en el Antiguo Testamento, cuando los hijos de Jacob se presentan delante de su padre para comentarle que su hijo favorito, José, ha muerto debido al ataque de unos lobos. Los hermanos de José, un poco cansados de los sueños poderosos que continuamente tenía su hermano, decidieron venderlo a unos comerciantes egipcios para quitárselo de en medio, enseñan a su padre, las ropas de José, que poco antes habían manchado con la sangre de un cordero, para dar veracidad a la situación.
Jacob, está representado justo en el momento que recibe la noticia, por eso hace ademán de levantarse de la silla en la que se encuentra, alzando los brazos, con gesto de sorpresa ante la noticia de la muerte de su hijo favorito.
El perro, introducido en el cuadro por Velázquez, ladra a los sospechosos de la mentira, quizás dándose cuenta del engaño que los demás no son capaces de apreciar.

## El tema en otros pintores

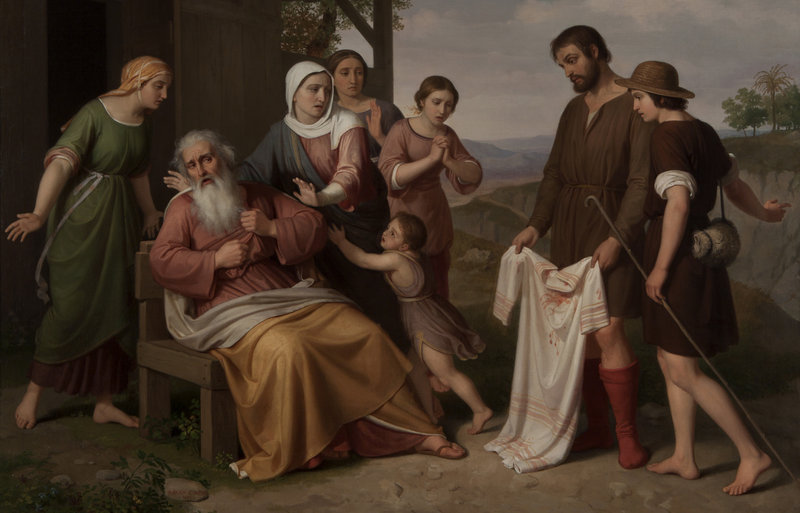
Pelegrí Clavé
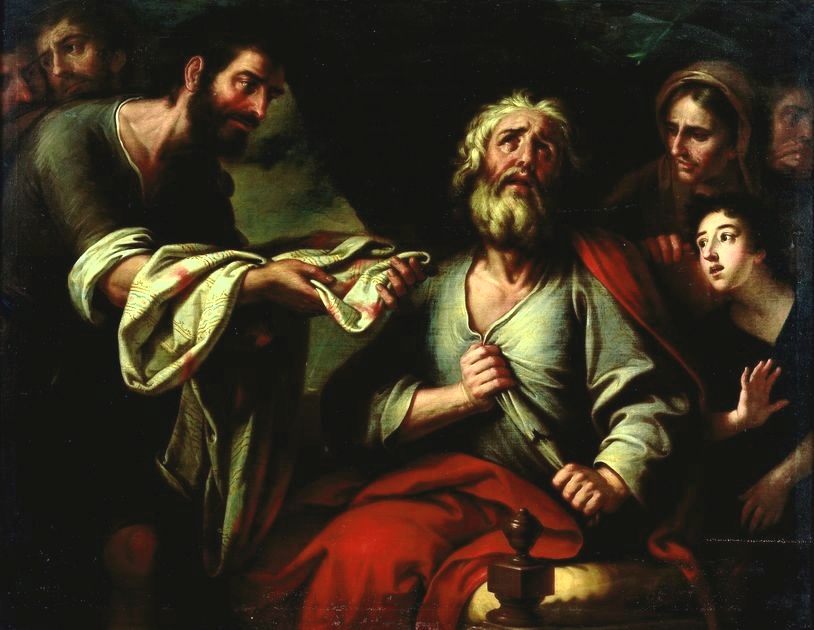
José Vergara Gimeno
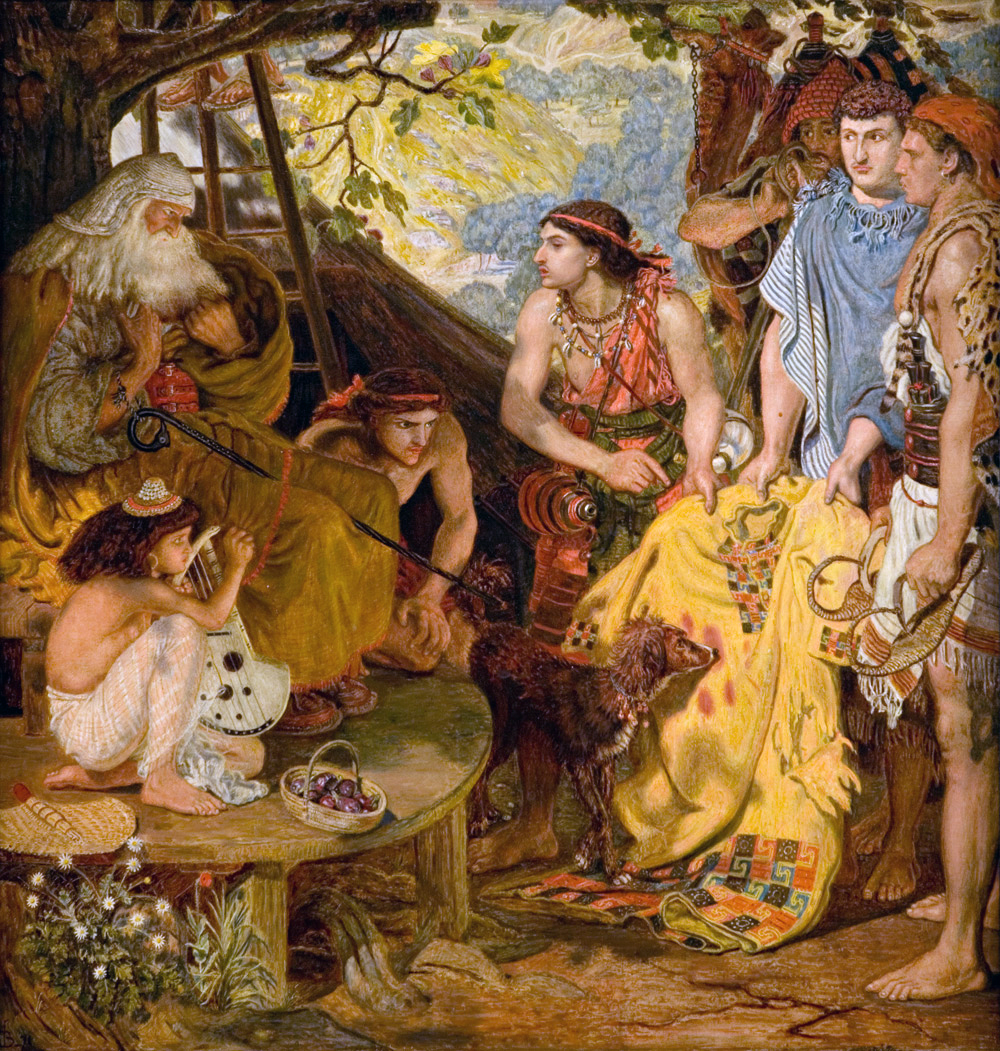
Ford Madox Brown